# A Modest Proposal

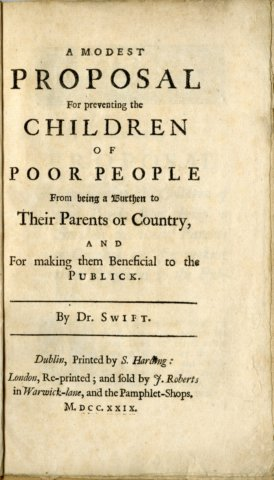
Cover

A Modest Proposal: For Preventing the Children of Poor People from Being a Burthen to Their Parents or Country, and for Making Them Beneficial to the Publick (dt. Ein bescheidener Vorschlag: Um zu verhindern, dass die Kinder der Armen ihren Eltern oder dem Staat zur Last fallen, und um sie nutzbringend für die Allgemeinheit zu verwenden) aus dem Jahr 1729 ist eine bekannte Satire von Jonathan Swift (1667–1745).

## Inhalt
Zunächst schildert Swift die Lage aus der Sicht der Reisenden in Dublin, die sich von den Bettlerinnen belästigt fühlen könnten: „Es ist ein melancholischer Anblick für alle, die in dieser großen Stadt umhergehn oder im Lande reisen, wenn sie die Gassen, Straßen und Türen der Hütten voller Bettlerinnen sehn, hinter denen sich drei, vier oder sechs Kinder drängen, alle in Lumpen, die jeden Vorübergehenden um ein Almosen belästigen.“ Diese Gedanken führte er mit weiteren Worten fort: „Einige Leute von verzagter Natur sind in großer Sorge um jene ungeheure Anzahl Armer, die bejahrt, krank oder verkrüppelt sind; und man hat mir gegenüber oft den Wunsch ausgesprochen, ich möge meine Gedanken darauf richten, welchen Weg man einschlagen müsse, um das Land von einer so schweren Last zu befreien; …“
Zur Lösung von Überbevölkerung, Armut und Kriminalität in Irland schlägt er darin vor, irische Babys als Nahrungsmittel zu nutzen und durch Export nach London Profit daraus zu schlagen: „Denn diese Ware eignet sich nicht für den Export, da das Fleisch zu zart ist, um sich selbst in Salz lange zu halten, obschon ich vielleicht ein Land nennen könnte, das mit Freude unsre ganze Nation auch ohne Salz aufessen würde.“
Swift überzeichnet dabei diverse damals diskutierte Vorschläge, wie etwa die Armen nach dem Vorbild einer Aktiengesellschaft zu organisieren, oder die Praxis, Menschen als Ressource zu betrachten. Der Titel spielt vermutlich auf Bernard de Mandeville, Eine Bescheidene Streitschrift für Öffentliche Freudenhäuser Oder ein Versuch über die Hurerei wie sie jetzt im Vereinigten Königreich praktiziert wird von 1724 an.